# Тхемларі
Тхемларі (груз. თხემლარი) — село в Грузії.
За даними перепису населення 2014 року в селі проживає 253 осіб.